# Вале Карбура (Кјети)
Вале Карбура је насеље у Италији у округу Кјети, региону Абруцо.
Према процени из 2011. у насељу је живело 52 становника. Насеље се налази на надморској висини од 191 м.